# Hjorths Fabrik

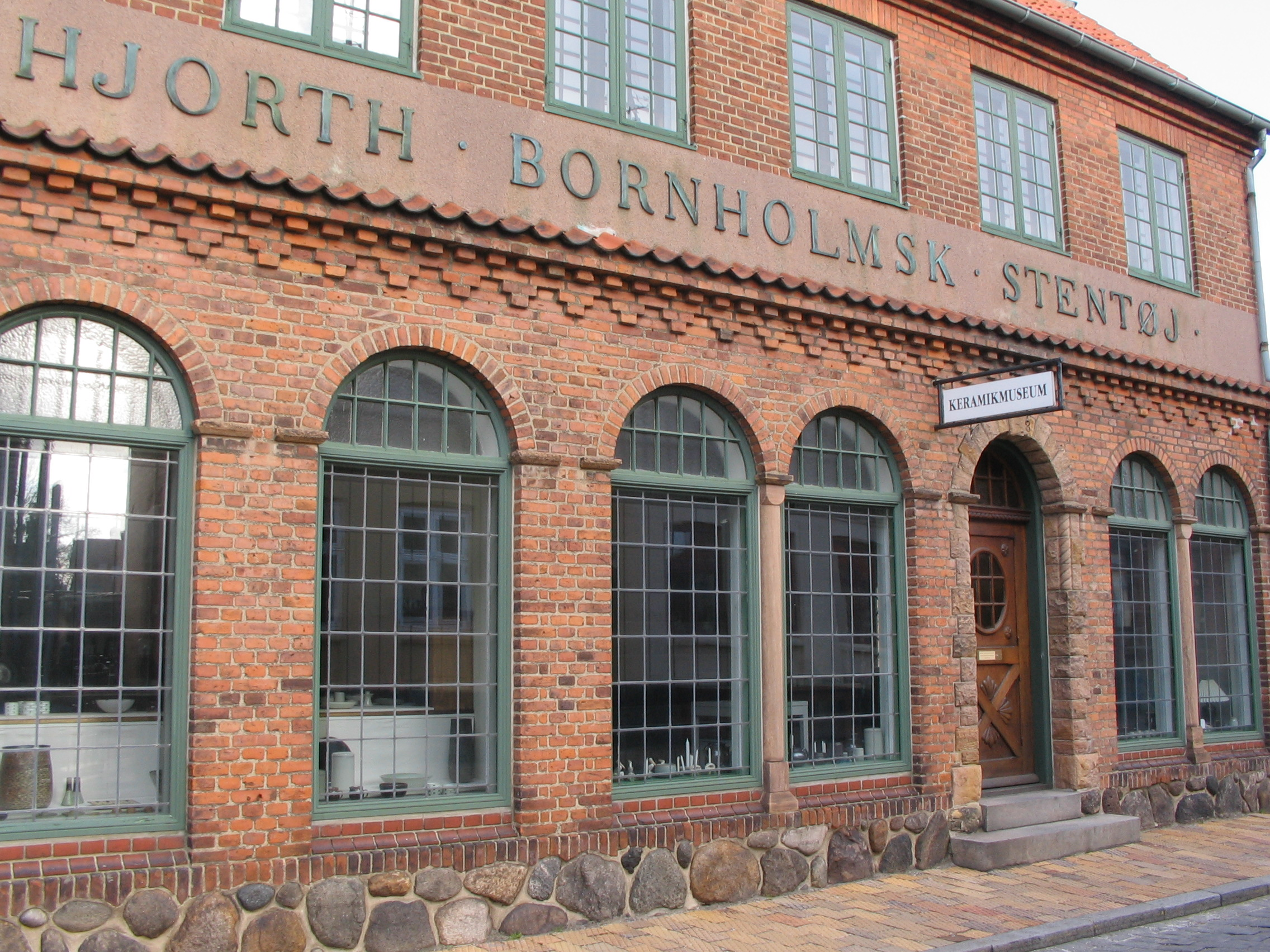
Hjorths Fabrik

Hjorths Fabrik war eine Keramikfabrik in der Hauptstadt Rønne der dänischen Insel Bornholm, die heute unter dem gleichen Namen als Museum genutzt wird. Es liegt in der Krystalgade 5. Das Museum wird als Nebenstandort von Bornholms Museum betrieben.

## Geschichte der Fabrik
Der Gründer Lauritz Adolph Hjorth erwarb den ersten Teil des jetzt als Museum genutzten Gebäudekomplexes im Jahr 1862 für 2000 Rigsdaler, um dort mit seiner Frau Agnethe Marie Hjorth (geb. Wolffsen) und schließlich elf gemeinsamen Kindern zu wohnen und eine keramische Fabrik zu betreiben. Hjorth hatte zuvor eine Lehre bei dem Töpfermeister Edv. Sonne beendet und danach in verschiedenen keramischen Werkstätten in Europa gearbeitet, unter anderem in Schumanns Porzellanfabrik in Berlin, in Sachsen, am Rhein, der Schweiz und Nordfrankreich. Nach seiner Rückkehr im Jahr 1859 nach Bornholm richtete er, nun 25 Jahre alt, eine kleine Werkstatt in einem Teil des elterlichen Hauses ein, bis er seinen Betrieb in das neu erworbene Haus in der Krystalgade verlagerte. Im Jahr 1862 heiratete er Agnete Wolffsen, die Tochter des Gründers einer Fayencefabrik.

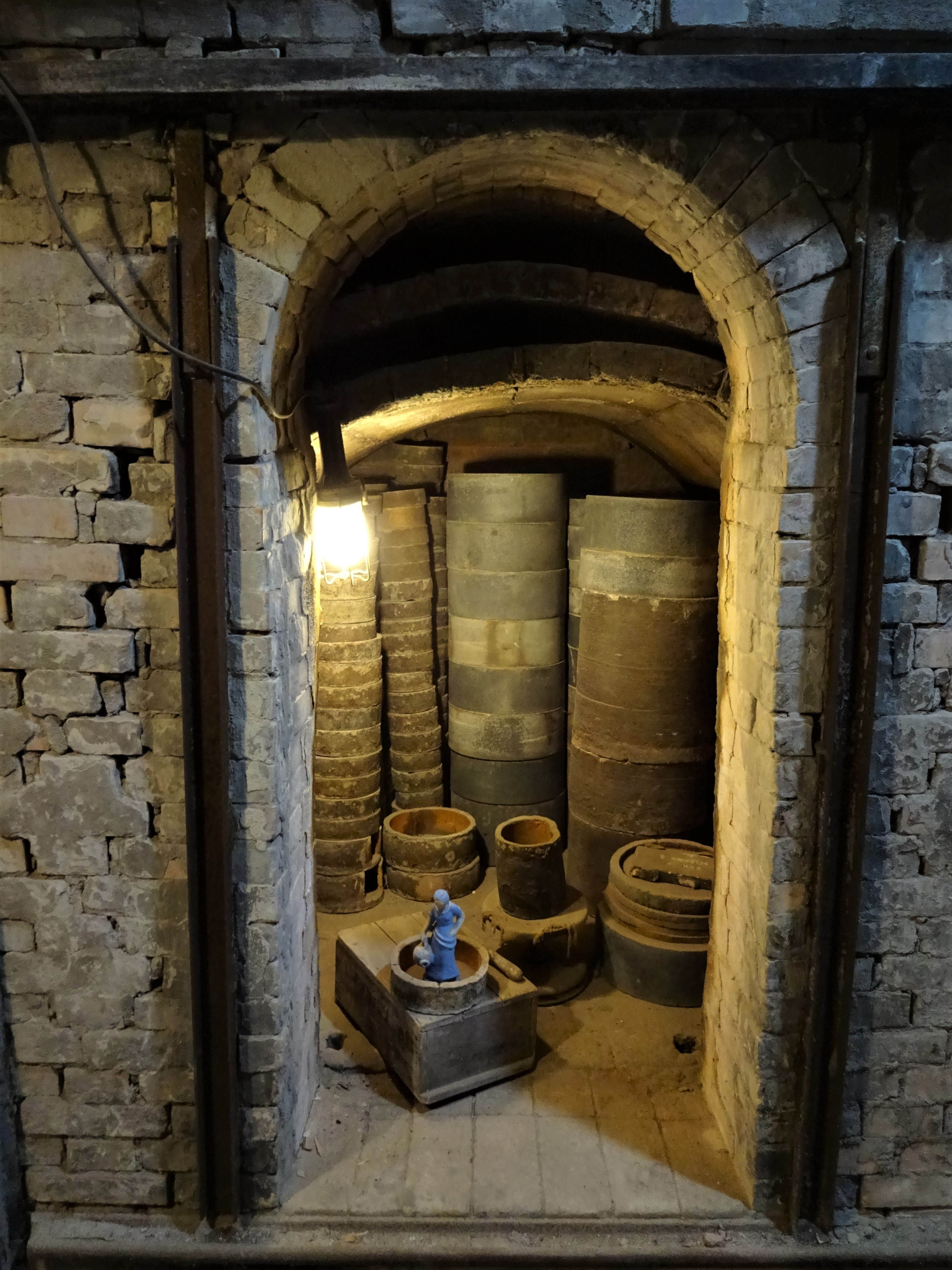
Ofen in Hjorths Fabrik

Noch in der ersten Werkstatt im elterlichen Haus hatte Hjorth zunächst Wasserkühler, Milchkannen, Butterkühler, Tabaksdosen, Zündholzbehälter, Übertöpfe und andere Gebrauchsgegenstände hergestellt. Die wachsende Produktion diente schnell nicht nur der örtlichen Nachfrage, sondern wurde auch in andere Gegenden Dänemarks und schließlich auch in andere europäische Staaten exportiert. Bereits im Jahr 1871 fand der Betrieb in einem zweigeschossigen Gebäude mit nun zehn Arbeitsplätzen statt. 1874 wurde ein Nachbargrundstück gekauft, um die Produktion ausweiten zu können und dort Platz für die Drehwerkstatt, den Lagerraum, den Packraum und auch einen kleinen Garten zu schaffen. Im Jahr 1875 beschäftigte Hjorth bereits 25 Dreher und Maler. Aus diesem Jahr stammte auch seine erste Preisliste mit 115 Nummern. Unmittelbar nach der Einführung der neuen dänischen Währung in Kronen, die Krone unterteilt in 100 Öre, warb Hjorth bereits mit einem illustrierten Katalog mit 457 nummerierten Waren. 1883 wurden bereits zwölf Händler in Dänemark, einer in Schweden, einer in England (der allein schon 15 % der Produktion abnahm), fünf in Deutschland und einer auf der Insel St. Thomas beliefert. Zu der Zeit wurden in Hjorths Fabrik zu 45 % Nippesgegenstände, wie kleine Figuren, 34 % antikisierende Vasen im Miniaturformat und zu ca. 20 % größere Vasen gefertigt. Der Katalog des Jahres 1885 nennt bereits 643 verschiedene Produkte. Neben der Herstellung von reinen Gebrauchsgegenständen war die Herstellung anspruchsvoll dekorierter Arbeiten schon vorher immer wichtiger geworden. Dazu gehörten auch Vasen mit klassizistischen Dekor, die, obwohl der Klassizismus seit den 1840er Jahren allgemein bereits aus der Mode gekommen war, bis zum Ende des 19. Jahrhunderts weiter nachgefragt wurden. Hergestellt wurden sowohl Kopien antiker Originale als auch mit örtlichen Motiven bemalte Vasen, wie zum Beispiel mit der Bornholmer Burgruine Hammershus. Die Produktion antikisierender Vasen wurde um das Jahr 1900 um Vasen im Jugendstil ergänzt. 1919 wurden 56 Arbeitskräfte beschäftigt. Allerdings hatte sich durch den Ersten Weltkrieg das Händlernetz, das von Hjorth beliefert wurde stark verändert. Ab 1920 fielen Umsatz und die Zahl der Mitarbeiter. 1927 konnten nur noch 27 Arbeitskräfte beschäftigt werden. Die Produktion hatte sich wieder auf die Herstellung von Gebrauchsgegenständen, allerdings des gehobenen Bedarfs, wie Tischservice verlagert. Waren wurden mit einem Hirsch (dänisch Hjorth) als Marke gestempelt. 1951 wurden wieder 50 Angestellte beschäftigt. Ab 1951 begann erneut ein Niedergang und die Produktion fand fast ausnahmslos nur noch für den Ladenverkauf und den Versand an den Endverbraucher statt. Händler nahmen die Waren von Hjorths Fabrik nicht mehr ab. 1977 wurden nur noch 15 Mitarbeiter beschäftigt, von denen fünf Familienmitglieder der 3. und 4. Generation waren.
Als Rohmaterial diente der örtliche Ton von Sose und Onsbaek mit einer typischen rötlichgelben Farbe. Für spätere figürliche Darstellungen auf den Vasen, soweit sie nicht mit der Hand bemalt, wurden ab ca. 1870 Abziehbilder aus deutschen Fabriken bezogen. In den Jahren zwischen 1870 und 1880 zahlte Hjorth seinen Malern und Drehern einen Akkordarbeitslohn, der bei 60 Wochenarbeitsstunden, zwischen 15 und 22 Kronen schwankte, während die üblichen Stundenlöhne damals bei etwa 22 bis 25 Öre lagen. Davon ausgenommen war der Obermaler, der einen etwas höheren festen Arbeitslohn bezog.
Nach dem Tod von Lauritz Adolph Hjorth im Jahr 1912 wurde die Fabrik von seinen Söhnen Peter und Hans bis zum Jahr 1932 gemeinsam, ab dann allein von Peter Hjorth weitergeführt. Seine Erben Adolph und Erik Hjorth übernahmen 1959 nach dem Tod von Peter Hjorth. Ab 1983 konnten Marie und Ulla Hjorth die Fabrik noch ein paar Jahre weiterführen.

## Geschichte des Museums
Am 1. April 1993 wurde Hjorths Fabrik mit finanzieller Unterstützung von Bornholmes Amt und der Stadt Rønne an Bornholms Museum verkauft. Später folgten auch finanzielle Zuschüsse der Europäischen Union und des dänischen Kultusministeriums. Im selben Jahr wurde das Gebäude restauriert, um es als „arbeitendes Museum“ zu öffnen. Gezeigt werden sollte nicht nur die Geschichte von Hjorths Fabrik, sondern die gesamte Bornholmer Keramikgeschichte seit etwa dem Jahr 1700. Zugleich wurde die Arbeitsfähigkeit der Werkstätten wiederhergestellt, so dass die Besucher werktags einer im Umfang bescheidenen Keramikproduktion von vier Keramikern zuschauen können.

## Rundgang

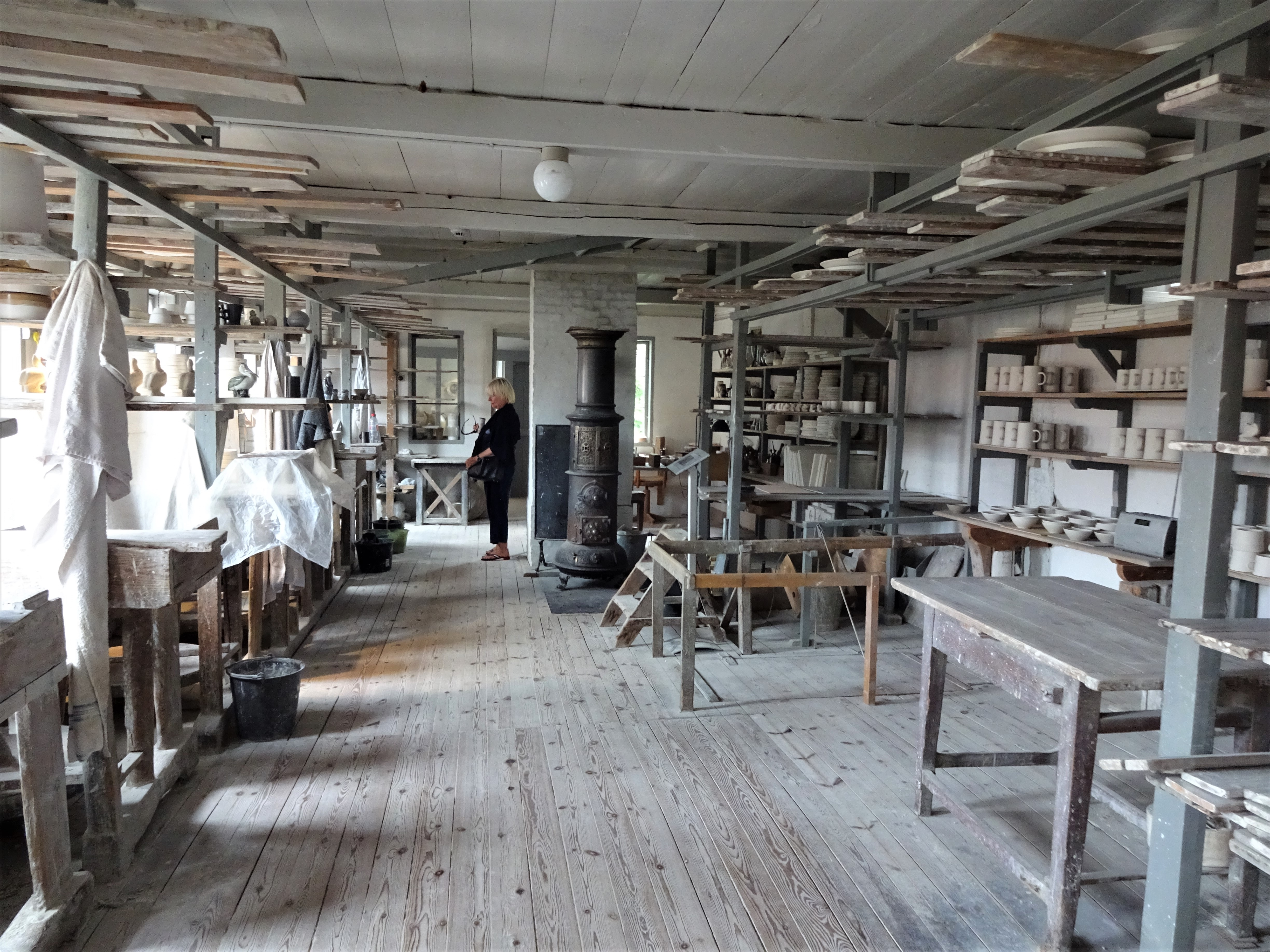
Dreherei in Hjorths Fabrik

Der Rundgang umfasst 10 Stationen: Kugelmühle, Schlemmerei, Materiallager, Drehwerkstatt, Tongießerei, Lagerraum, Glasurherstellung, Glasurauftrag, alter Ofen, elektrischer und Gasofen. Das aus sechs verschiedenen Häusern bestehende Gebäudeensemble gruppiert sich um einen Garten. Im Eingangsbereich befindet sich nicht nur die Kasse und ein kleiner Raum für zeitgenössische Keramikkunst, sondern auch ein kleiner Museumsshop.